# Bücker Bü 181 Bestmann
Bücker Bü 181 Bestmann var ett lågvingat flygplan tillverkat i trä, plywood och duk som användes som skolflygplan.

## Historik
Bücker Bestmann konstruerades vid Bücker Flugzeugbau GmbH som en utveckling av Bücker Bü 180. Flygplanet konstruerades av svensken Anders Johan Andersson och flög för första gången i februari 1939. Flygplanet var lågvingat med sittplatser sida-vid-sida i en täckt cockpit. Det var ett helt nytt sätt att konstruera skolflygplan. 
Tidigare skolflygplan i flygvapnen och civila flygskolor var öppna tandemmodeller vilket medförde vissa begränsningar i att instruera eleven, till exempel vid visning av roderrörelser. All kommunikation mellan lärare och elev skedde dessutom då genom en talslang. 
Flygplanet var tillverkat i en kombination av stålrör och trä, med fanér och duk som ytmaterial. Landstället var en fast konstruktion som kunde förses med skidor eller hjul. Luftwaffe antog flygplanet 1939 som sitt standardskolflygplan. 
Licenstillverkning kom igång av Fokker i Nederländerna, Hägglund & Söner i Sverige och Zlin i Tjeckoslovakien redan under andra världskriget. Efter kriget användes flygplanet av flygvapnen i Algeriet, Bulgarien, Egypten,  Jordanien, Libyen, Rumänien, Schweiz, Sudan, Sverige och Ungern. 
Så sent som i slutet på 1990-talet användes typen fortfarande för grundläggande flygutbildning i det egyptiska flygvapnet.

## Versioner
- Bücker Bü 181A - Tomvikt 480 kg
- Bücker Bü 181B
- Bücker Bü 181C
- Bücker Bü 181D
- Gomhouria Bücker Bü 181D Bestmann tillverkade av Heliopolis Aircraft Works i Egypten.
- Zlin C.6 OCH c.106 Bücker Bü 181 tillverkade i Tjeckoslovakien av Moravan
- Sk 25 Bücker Bü 181B-1 tillverkade av Hägglund & Söner

## Användning i Sverige - Sk 25

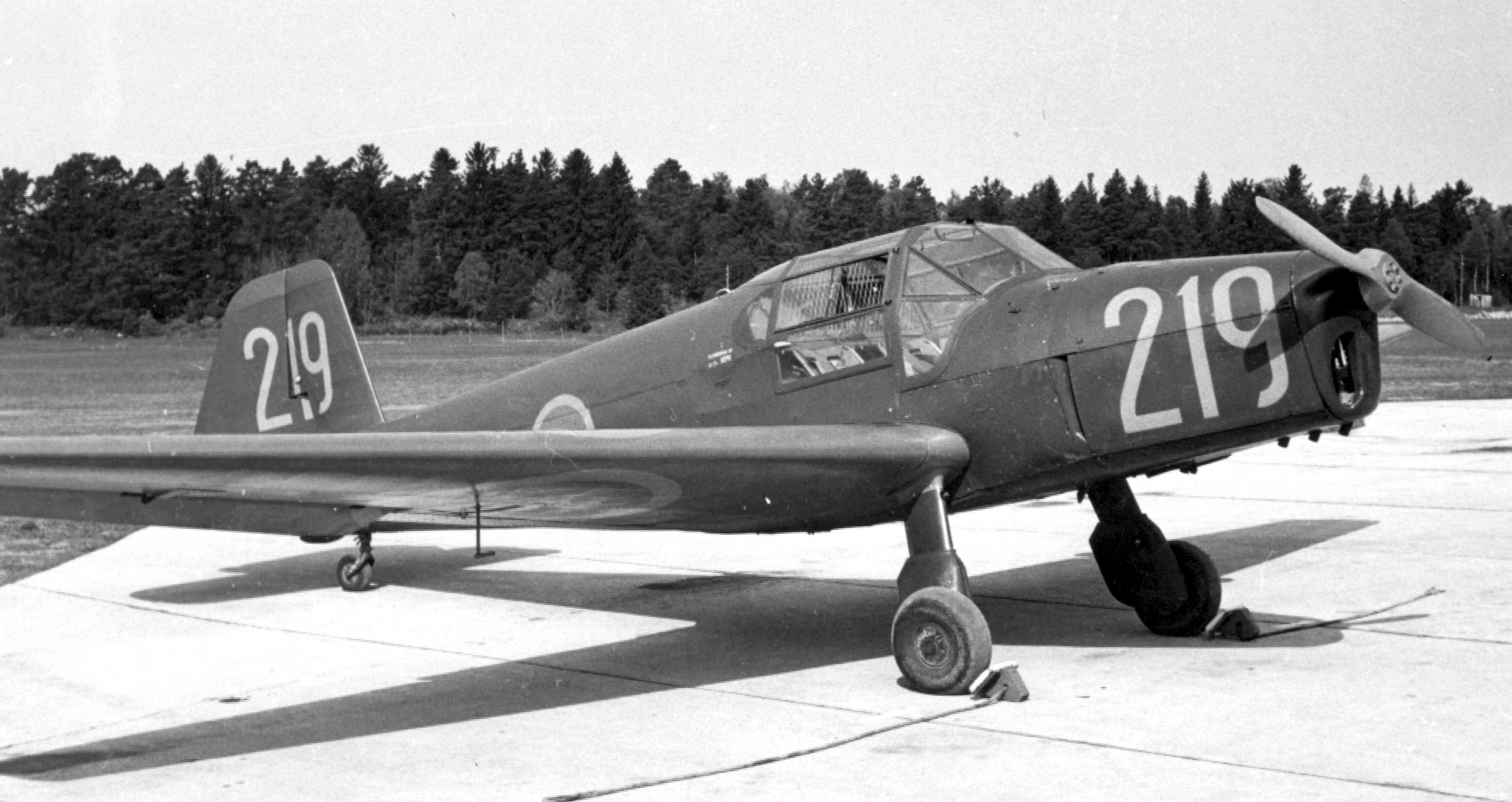
Svensk version benämnd Sk 25.

Mellan åren 1943 och 1953 ingick Bücker Bü 181 Bestmann i Flygvapnet som ett skolflygplan för grundläggande flygutbildning och benämndes Sk 25.
Efter en rapport från den svenska flygattachén i Berlin väcktes intresset från Flygvapnet att anskaffa Bücker Bü 181 Bestmann som skolflygplan för den grundläggande flygskolningen eftersom både Focke-Wulf Fw 44J Stieglitz (Sk 12) och Klemm Kl 35 (Sk 15) verkade vara föråldrade. 
År 1941 landade en Bestmann från Luftwaffe på Bromma för att utvärderas av flygförvaltningen. En originalmaskin Bü 181B köptes från Tyskland i juni 1942 för att användas som mönster vid en eventuell licenstillverkning. Förhandlingar inleddes med Carl Clemens Bücker, som dock inte ville att Saab skulle få licenstillverka hans flygplan, eftersom han ansåg sig ha blivit ojuste behandlad av ASJA när de tog över Svenska Aero 1932. 
Man funderade först på att starta en helt ny fabrik med Bücker som ägare, men Bücker var rädd att det hela skulle bli en repris på Svenska Aero så han avstod. Efter att ha undersökt olika lösningar fastnade man för Hägglund & Söner i Örnsköldsvik som redan tillverkade flygplansdelar som underleverantör till FFVS J 22. 
Hägglunds fick kontraktet på 120 flygplan 10 juni 1942. I mars 1943 startade tillverkningen av detaljer och i september samma år startade monteringen av det första flygplanet. Flygplanet provflögs i februari 1944 av flygingenjören Anders Gernandt (senare riksdagsman) från ett fält intill monteringshallen. Det sista flygplanet lämnade fabriken 8 maj 1946. 
Flygplanen levererades till F 5 Ljungbyhed som Sk 25 för att användas som skolflygplan, men när andra världskriget var över behövdes inte alla flygplanen till utbildning så ett antal delades ut på olika flottiljer som sambands- och övningsflygplan. 
På F 5 Ljungbyhed ersattes Sk 25 med Sk 50 1952–1953. Flygvapnet sålde året efter kvarvarande flygplan på den civila marknaden. I dag[när?] finns fyra Sk 25 bevarade i Sverige, varav tre tillverkade av Hägglund & Söner. Dessutom finns i privat ägo ett före detta Luftwaffeägt flygplan som nödlandade i Sverige under andra världskriget. Ytterligare minst 17 stycken svensktillverkade flygplan finns bevarade utomlands. 